# Видеке, Детлеф
Детлеф Видеке — немецкий музыкант, певец, композитор, продюсер, аранжировщик. Известен по участию в различных музыкальных проектах Дитера Болена в качестве бэк-вокалиста и по участию в собственной группе Systems in Blue в качестве продюсера и автора песен.

## Биография
Детлеф Видеке родился 5 июля 1950 года в немецком городе Ольденбурге.
Его родители были музыкантами, как и его дед. Музыкальная карьера Детлефа началась в юном возрасте, когда он научился играть на своей первой гитаре. Позднее, вдохновившись группой Beatles, основал школьную группу Mac Five.
В 60-х вступил в трио Skynight Avenue, где играл немецкий музыкант Томас Видрат, позднее ставший основателем группы Systems in Blue.
В 1979 году познакомился с немецкими музыкантами Рольфом Келером и Михаэлем Шольцем, с которыми он очень быстро сдружился. Вместе они в 1982 году объединились в трио Springflut.
В 1983 году Детлеф начал строить собственную студию звукозаписи, но спустя некоторое время стройка была отложена, так как в 1984 году он, Рольф и Михаэль знакомятся с немецким продюсером Дитером Боленом и решают выступать на бэк-вокале в его проектах.
Работая с Боленом, параллельно Детлеф самостоятельно продюсирует различных немецкий артистов. В 90-х годах написал песню «Children's Eyes» для вокалиста группы Nazareth Дэна МакКафферти. Песня была издана на сборнике No Turning Back - In Memory Of Dan McCafferty в ноябре 2022 года. В сборник вошли неизвестные и редкие композиции певца.
В с 1984 — 2000 год Детлеф, Рольф и Михаэль работали в качестве бэк-вокалистов с такими исполнителями, как C. C. Catch, Бони Тайлер, Blue System и другие. Но в 2000 году, записав бэк-вокал для песен с девятого студийного альбома Modern Talking, они из-за подозрения, что Дитер Болен им платит недостаточно хорошую зарплату, подали коллективный иск против лейбла BMG и получили 10 тысяч марок в форме возмещения. Но на этом их работа с Дитером Боленом прекратилась. В 2002 году они записали пародийный сингл Dieter Talking — Its Haahd Se Dieter Tuh Bie, в котором иронизировали над Дитером Боленом и использовали в своих песнях его интервью.
В 2003 году Видеке, Шольц и Келер под руководством Томаса Видрата объединяются в группу Systems in Blue, где Детлеф играл на гитаре и писал песни.
В 2018 году Детлеф вместе Олафом Зенкбайлом, вступившим в Systems in Blue в 2013 году, создал сторонний проект DO Passion, записав дуэтом несколько синглов, один из которых, «Unforgotten», был посвящен смерти Рольфа Келера.
На данный момент Детлеф Видеке вместе с Михаэлем Шольцом и Михаэлем Бакенсом пишет песни и продюсирует проект Systems in Blue. В его собственной студии Vintage Music происходит запись песен для группы.

## Дискография

### Emsland Hillbillies
- 1977 — Endlich (LP)
- 1979 — Bauer Barnes Mühle (LP)
- 2002 — With Friends (LP)

### Skynight Avenue
- 1970 — History (LP)

### DO Passion
- 2018 — Ice Cold Angel
- 2018 — DO DO
- 2019 — That Is Love
- 2019 — What A Beautiful Day
- 2019 — Don't Set My Heart On Fire
- 2019 — Unforgotten
- 2019 — Sweet Satellite
- 2020 — How I'm Gonna Catch You?

### Spektakel
1996 — Spektakel

### Springflut
1982 — Kinder Des Mondes (LP)

### Dieter Talking
- 2002 — It Haahd Se Dieter Tuh Bie

### Systems In Blue
Основная статья — Systems In Blue
- 2005 — Point Of No Return
- 2008 — Out Of The Blue
- 2016 — Back In Blue (EP)
- 2017 — Melange Bleu
- 2019 — Blue Horizons (EP)
- 2020 — Blue Universe

### Modern Talking
Основная статья — Modern Talking
- 1985 — The First Album
- 1985 — Let’s Talk About Love
- 1986 — Ready for Romance
- 1986 — In the Middle of Nowhere
- 1987 — Romantic Warriors
- 1987 — In the Garden of Venus
- 1998 — Back For Good
- 1999 — Alone
- 2000 — Year of the Dragon

### Blue System
Основная статья — Blue System
- 1987 — Walking on a Rainbow
- 1988 — Body Heat
- 1989 — Twilight
- 1990 — Obsession
- 1991 — Seeds of Heaven
- 1991 — Déjà Vu
- 1992 — Hello America
- 1993 — Backstreet Dreams
- 1994 — 21st Century
- 1994 — X-Ten
- 1995 — Forever Blue
- 1996 — Body To Body
- 1997 — Here I Am